# Chapelle Notre-Dame-de-la-Roque de Moissac-Bellevue
Pour les articles homonymes, voir Chapelle Notre-Dame.
La chapelle Notre-Dame-de-la-Roque, est située sur la commune de Moissac-Bellevue, commune française située dans le département du Var, en région Provence-Alpes-Côte d’Azur.

## Situation et histoire
Les premières traces d’occupation humaine sur la commune datent de l’époque pré-romaine. Au XIe siècle, le village perché est une place forte occupée par les Castellane. A cette époque, le village apparaît sous le nom de « Moxiaco » tandis que le nom actuel apparaît dans les actes des comtes de Provence en 1235. Cette première mention du castrum de Moissac fait allusion au site de la chapelle Notre-Dame de la Roque, édifice roman.
La carte de Cassini date du XVIIIe siècle, et mentionne en particulier le village et la chapelle Notre-Dame de la Roque.
Légèrement isolée à l'ouest du village, mais facilement accessible à pied par une voie carrossable (Chemin de la chapelle, Le Plan Deffends) longeant les ruines d'un ancien moulin, la chapelle Notre-Dame de la Roque, du XIe – XIIe siècle (à ne pas confondre avec l'église paroissiale Notre-Dame), offre un point de vue remarquable sur la plaine et les reliefs au loin.
Elle bénéficie en effet d'une vaste lecture du plateau paysager depuis la table d'orientation, aménagée à proximité,,.

## Description
Le service de l'Inventaire général du patrimoine culturel de la région Provence-Alpes-Côte d'Azur a recensé le bourg castral de Moissac à hauteur de la chapelle Notre-Dame-de-la-Roque. Celle-ci, typiquement d’époque cistercienne, est aujourd’hui composée d’une nef et d’une abside en cul-de-four. De style roman, elle arbore un clocher-mur à deux baies en façade et des voûtes en arc en plein cintre. Elle présente un chevet couvert en pierre, dont l'origine remonte peut-être au XIIIe siècle, mais qui montre les traces de nombreuses modifications.
Son toponyme « La Roque » évoque cette position perchée de la construction, assise directement sur le rocher.
Sous le sol dallé se trouvent des sépultures de plusieurs religieux et de deux personnages "notables" fils (1774), et père Ricard (1775).

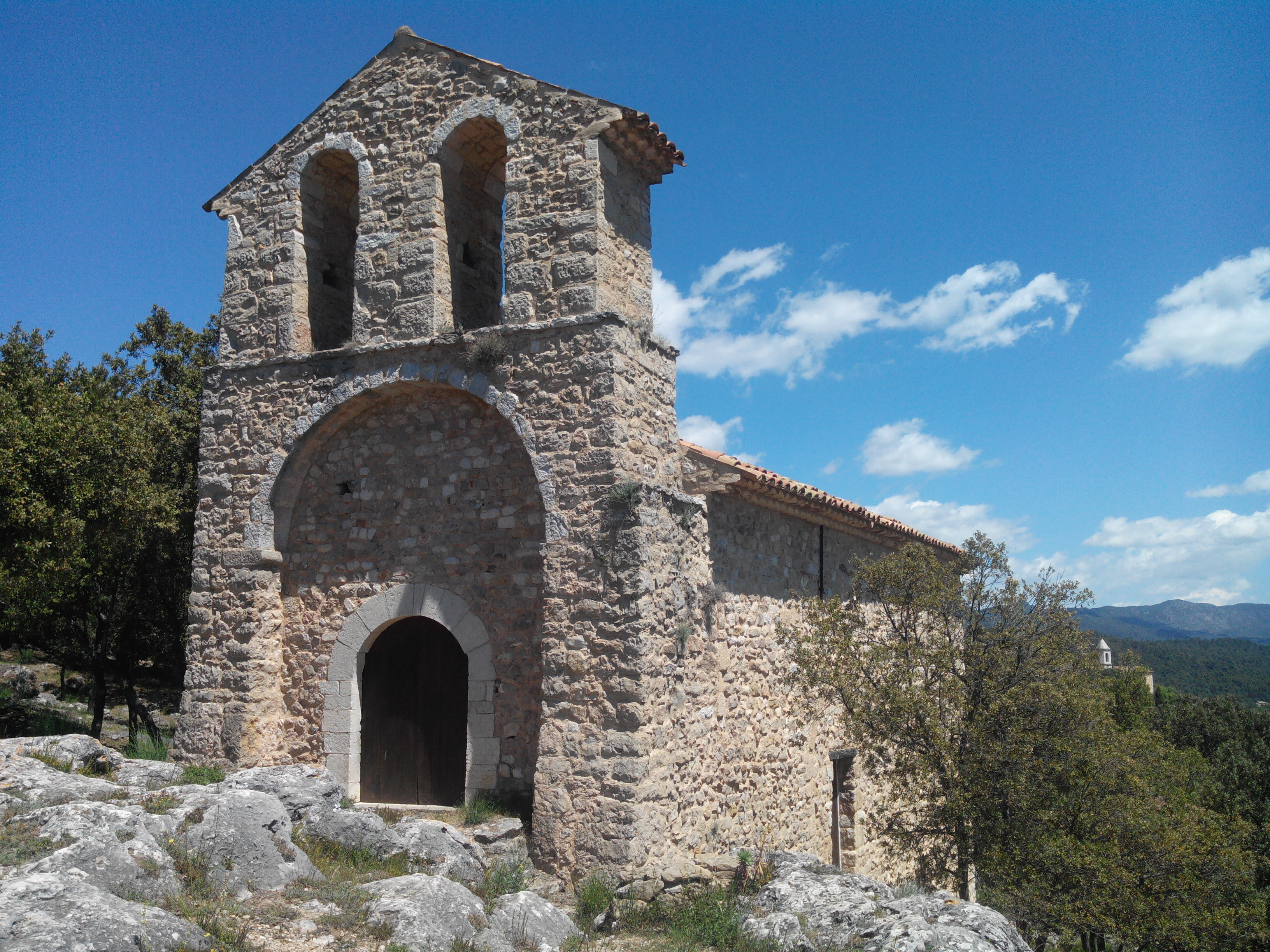
Chapelle Notre-Dame-de-la-Roque.
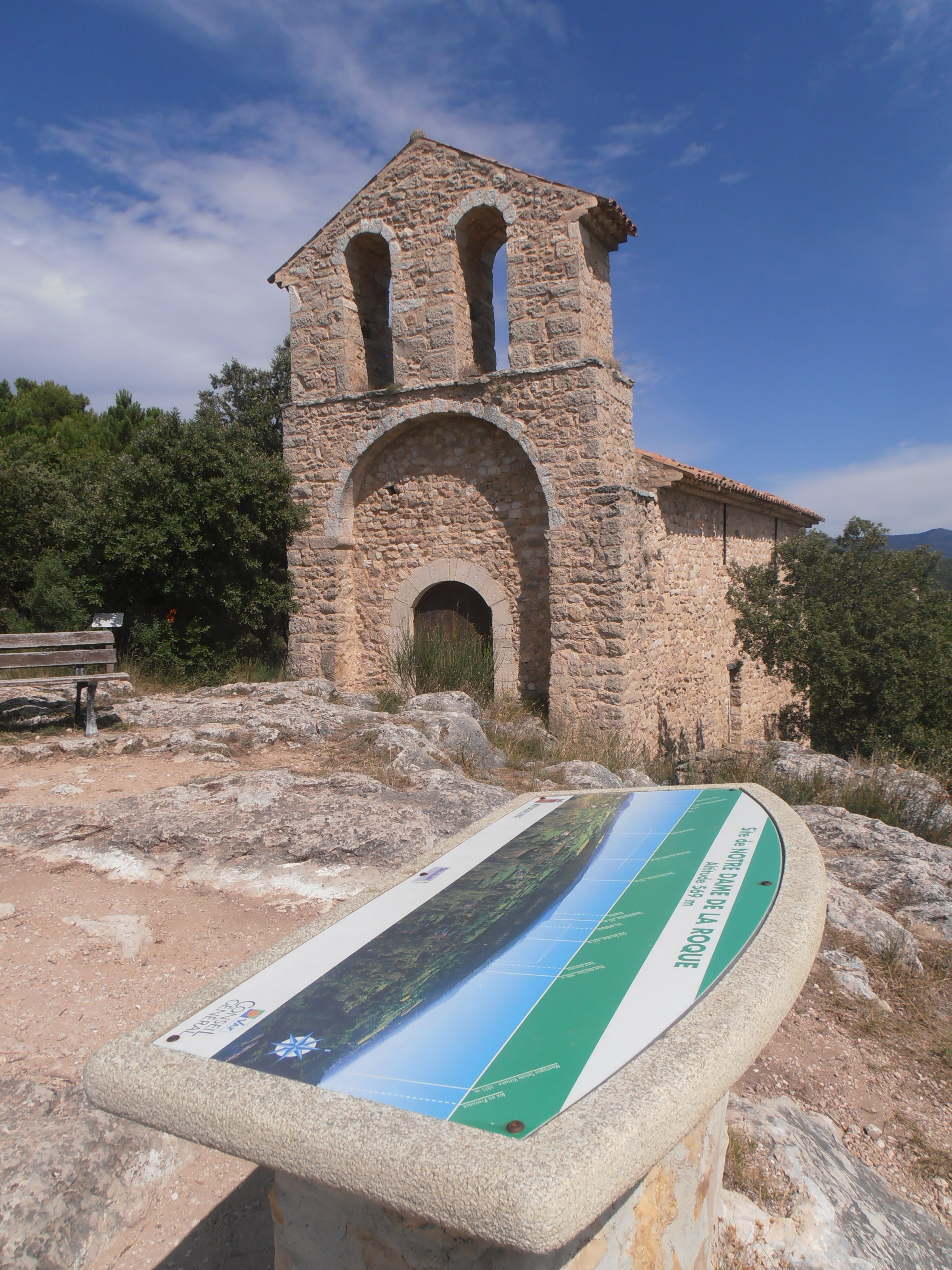
Site de la chapelle et belvédère.
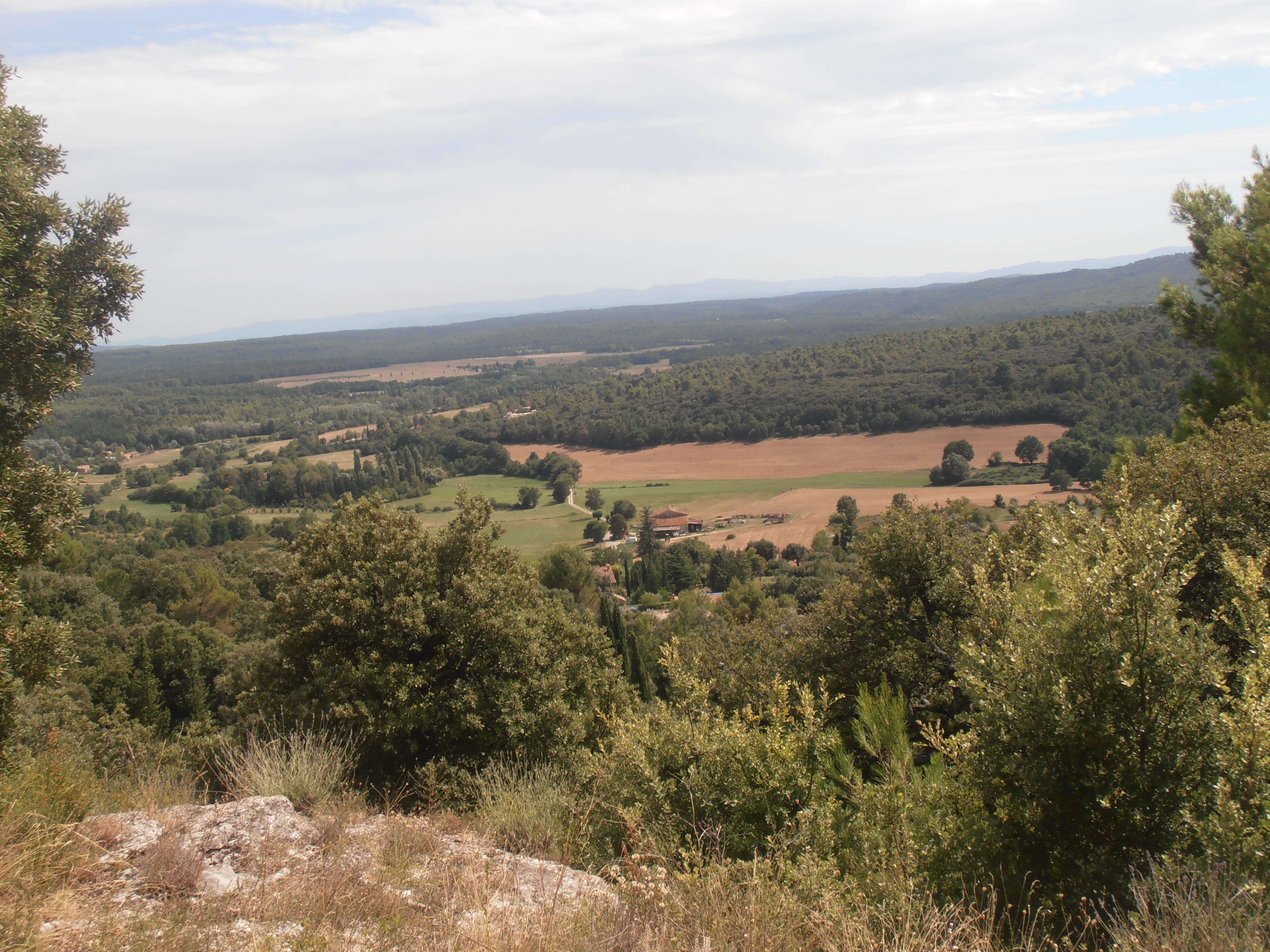
Paysage préservé : espaces agricoles, massif des Maures, la Sainte-Baume...
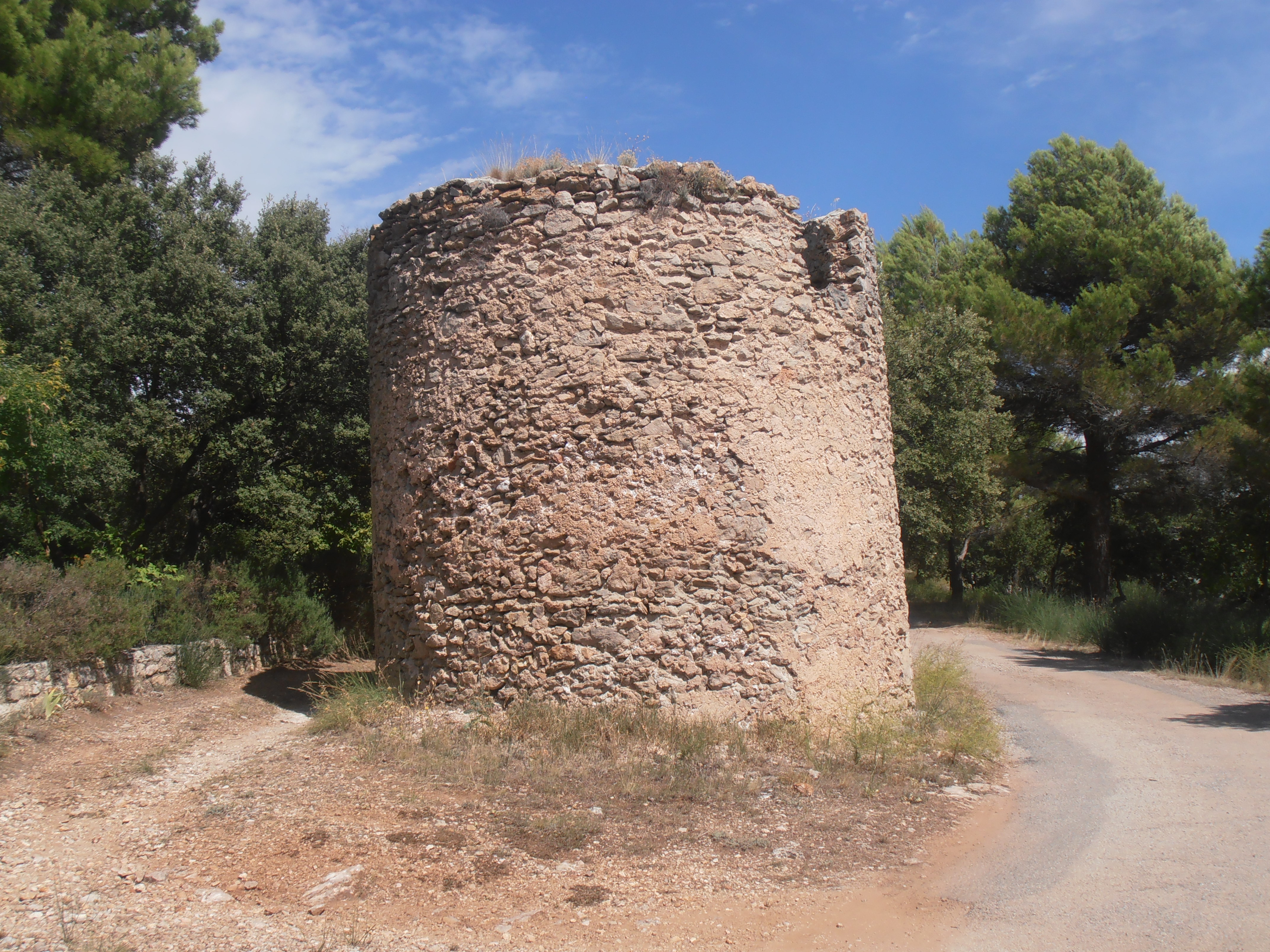
Ruine d’un ancien moulin sur le chemin d'accès à la chapelle.

## Offices religieux et visite
Ces lieux, ont hébergé, comme l'attestent des vestiges d'habitations médiévales, au milieu desquelles la chapelle a pu servir d'église paroissiale ainsi que des ruines de logements des moines sur la pente au sud, une communauté réduite de Cisterciens (moines de l'ordre de Cîteaux).
La chapelle, rénovée en 1980, est toujours consacrée et a gardé sa pierre d’autel malgré des pillages (dont la cloche du mur-clocher), expliquant l’absence de mobilier et d’objets précieux.
À l’issue de la messe, l’escalier monumental permet aux fidèles de remonter vers la lumière.
Un office religieux y est célébré au moment de l’Assomption mais elle peut également être visitée lors des journées européennes du patrimoine.
Traditionnellement, les habitants de Moissac se rendaient en pèlerinage à Notre-Dame de la Roque le premier dimanche d'août. Lors de la procession, on portait la statue du Saint-Sauveur, en remerciement au Christ d'une lointaine protection. Mais l'origine de ce culte s'est perdue dans la mémoire collective du village.